# Gabiriele Lovobalavu
Gabiriele Voduadua Lovobalavu (Cakaudrove, 20 de junio de 1985) es un jugador Fiyiano de rugby que se desempeña como de wing o centro. Actualmente es un jugador titular de los Flying Fijians.

## Carrera
Gabi Lovobalavu empezó a jugar al rugby de forma amateur de mano de la escuela de los hermanos maristas y gracias a su buen hacer pudo convertirse en profesional de la mano de para Fiyi Warriors y Sharks.  En enero de 2008 dio el salto a Europa para jugar en el top 14 de la mano del Toulon. En 2012 firma un contrato con el Aviron Bayonnais formando parte de un elenco de grandes jugadores recientemente fichados como son: los All Blacks Joe Rokocoko y Neemia Tialata el Wallaby Mark Chisholm o el medio melé internacional Gales Mike Phillips, pero las expectativas deportivas no se cumplen y algunos de estos jugadores van dejando el club, lo que lleva al descenso en la temporada 2014-2015. Lovobalavu tiene una grave lesión esa misma temporada y decide seguir en el club jugando en Pro D2. Esa misma temporada la 2015-2016 el equipo realiza un gran juego y vuelve a lograr el ascenso siendo Lovobalavu titular y pieza clave. en la final de la eliminatoria se impusieron a a Aurillac por 21-16. En la temporada siguiente no consiguen congerle el pulso a la categoría y nuevamente descienden. Lovobalavu tiene ofertas de diferentes clubs y decide aceptar la de London Wasps y marcharse a jugar a la Aviva Premiership

## Selección nacional
Lovobalavu en 2006 formó parte del equipo que jugó el campeonato sub-21 y fue uno de los jugadores más jóvenes que formaron parte de la Selección de rugby de Fiyi en la Copa Mundial de Rugby de 2007, del mismo modo formó parte en la Copa Mundial de Rugby de 2011 celebrada en Nueva Zelanda.

### Participaciones en Copas del Mundo
Ha disputado tres copas mundiales: en Francia 2007 jugó dos partidos y Fiyi alcanzó los cuartos de final por segunda vez en su historia desde Nueva Zelanda 1987 luego de derrotar a los Dragones rojos por el duelo clave para avanzar de fase y finalmente fueron derrotados por los Springboks quienes serían los eventuales campeones del Mundo. Cuatro años más tarde en Nueva Zelanda 2011 jugó todos los partidos pero los Flying Fijians fueron eliminados en fase de grupos. Y en 2015 ha sido seleccionado para formar parte de la selección fiyiana que disputa la copa del mundo de rugby en Inglaterra

## Palmarés y distinciones notables
- Campeón de la Pro D2 de 2007-08.
- Subcampeón de la Copa Desafío de 2009/10.
- Campeón Play off ascenso Pro D2 2015-2016 (Aviron Bayonnais)